# إيش سوغ ألزيت
إيش سوغ ألزيت هي مدينة من مدن لوكسمبورغ. يبلغ عدد سكانها 32,600 نسمة وذلك حسب إحصائيات سنة 2014. تبلغ مساحتها 14.35 كم².
تقع على حدود فرنسا وتربطها عدَّة طرق إليها , وأقرب المناطق الفرنسيّة هي audun le tiche أودون لو تيش و redange غيدانج
تعد مدينة esch إيش ثاني أكبر مدينة في دوقية لوكسمبورغ بعد العاصمة مباشرةً ويقع فيها مقر جامعة لوكسمبورغ الأساسي في belval

## توأمة
لإيش سوغ ألزيت اتفاقيات توأمة مع كل من:
- بيثنال غرين
- قلمرية
- كولونيا
- لياج
- ليل
- Mödling [الإنجليزية]‏
- أوفنباخ أم ماين (1956 - )
- بوتو
- روتردام
- Saint-Gilles, Belgium [الإنجليزية]‏
- تورينو
- فليتري
- زمون [الإنجليزية]‏
- روتردام

## أعلام
- كاميلي شوماخر
- جوزيف فيشر
- هوبير كليمنت
- ماندي مينلا
- اريك لوكس
- جيان ماجروس
- جوزيف هيلغر
- ويليام جاستن كرول
- لويس بايلوت
- ديزيريه نوسبوش